# 2000년 하계 올림픽 대한민국 선수단
2000년 하계 올림픽 대한민국 선수단은 오스트레일리아 시드니에서 열린 2000년 하계 올림픽에 참가한 올림픽 대한민국 선수단이다. 대한민국 선수단은 개막식에서 조선민주주의인민공화국 선수단과 함께 한반도기를 앞세워 공동 입장했다.

## 메달리스트
| 한형배 |  | 김철환 |  | 임정우 |  |
| 황종현 |  | 김정철 |  | 김경석 |  |
| 전종권 |  | 김용배 |  | 서종호 |  |
| 전종하 |  | 김윤   |  | 송성태 |  |
| 지성환 |  | 임종천 |  | 여운곤 |  |
| 강건욱 |  |        |  |        |  |

| 정대현 |  | 김동주 |  | 이병규 |  | 박진만 |
| 정민태 |  | 김한수 |  | 이승호 |  | 박종호 |
| 홍성흔 |  | 김기태 |  | 이승엽 |  | 박경완 |
| 장성호 |  | 김수경 |  | 임창용 |  | 박석진 |
| 진필중 |  | 김태균 |  | 임선동 |  | 손민한 |
| 정수근 |  | 구대성 |  | 박재홍 |  | 송진우 |

## 종목별 성적

### 농구

#### 여자
예선 리그
- 9월 16일 :  미국 89 : 75  대한민국
- 9월 18일 :  대한민국 101 : 62  뉴질랜드
- 9월 22일 :  러시아 73 : 75  대한민국
- 9월 24일 :  대한민국 69 : 56  쿠바

8강전
- 9월 27일 :  프랑스 58 : 69  대한민국

### 야구
4년 전에 꼴찌를 한 대한민국 야구 국가대표팀은 두 번째 올림픽 야구 출전에서 그들의 결과를 극적으로 향상시켰다. 그들은 쿠바의 21번째 연속 올림픽 우승국인 쿠바와 호주를 상대로 경기에서 졌지만, 그 대회에서 방어 은메달리스트 일본과 다른 세 팀들을 물리쳤다. 예선전에서 3위를 차지한 그들은 준결승에서 미국팀을 상대하게 되었는데, 대한민국은 3-2로 졌다. 동메달 결정전에서, 대한민국은 메달을 따기 위해 다시 일본을 물리쳤다. 사상 최초 메달이다.
조별 리그
- 9월 17일 :  대한민국 10 : 2  이탈리아
- 9월 18일 :  대한민국 3 : 5  오스트레일리아
- 9월 19일 :  대한민국 7 : 3  오스트레일리아
- 9월 20일 :  대한민국 4 : 0  미국
- 9월 22일 :  대한민국 2 : 0  네덜란드
- 9월 23일 :  대한민국 7 : 6  일본
- 9월 24일 :  대한민국 13 : 3  남아프리카 공화국 (8회 콜드게임승)

준결승
- 9월 26일 :  대한민국 2 : 3  미국

동메달 결정전
- 9월 27일 :  대한민국 3 : 1  일본

### 태권도
남자
| 선수   | 종목   | 16강                      | 8강                          | 준결승               | 패자부활전1   | 패자부활전2   | 결승/동메달 결정전     | 결승/동메달 결정전 |
| 선수   | 종목   | 상대선수 결과             | 상대선수 결과                | 상대선수 결과        | 상대선수 결과 | 상대선수 결과 | 상대선수 결과          | 순위               |
| ------ | ------ | ------------------------- | ---------------------------- | -------------------- | ------------- | ------------- | ---------------------- | ------------------ |
| 신준식 | -68 kg | 툰자이 찰리쉬칸 승 7 – 3  | 아스란엘 드지티에브 승 9 – 1 | 하디 사에이 승 5 – 3 | 경기 없음     | 경기 없음     | 스티븐 로페스 패 0 – 1 | 은                 |
| 김경훈 | +80 kg | 칼레드 알 도사리 승 5 – 0 | 카를로스 델가도 승 5 – 0     | 파스칼 장틸 승 6 – 2 | 경기 없음     | 경기 없음     | 대니얼 트렌턴 승 6 – 2 | 금                 |

여자
| 선수   | 종목   | 16강          | 8강                          | 준결승                    | 패자부활전1   | 패자부활전2   | 결승/동메달 결정전       | 결승/동메달 결정전 |
| 선수   | 종목   | 상대선수 결과 | 상대선수 결과                | 상대선수 결과             | 상대선수 결과 | 상대선수 결과 | 상대선수 결과            | 순위               |
| ------ | ------ | ------------- | ---------------------------- | ------------------------- | ------------- | ------------- | ------------------------ | ------------------ |
| 정재은 | -57 kg | 부전승        | 크리스티아나 코르시 승 8 – 1 | 하미데 븍츤 토순 승 3 – 2 | 경기 없음     | 경기 없음     | 쩐히에우응언 승 2 – 0    | 금                 |
| 이선희 | -67 kg | 부전승        | 크리스마자 코스킨 승 5 – 1   | 미르잠 무수켄 승 4 – 1    | 경기 없음     | 경기 없음     | 트루데 군데르센 승 6 – 3 | 금                 |